# ティテュオス (ティツィアーノ)

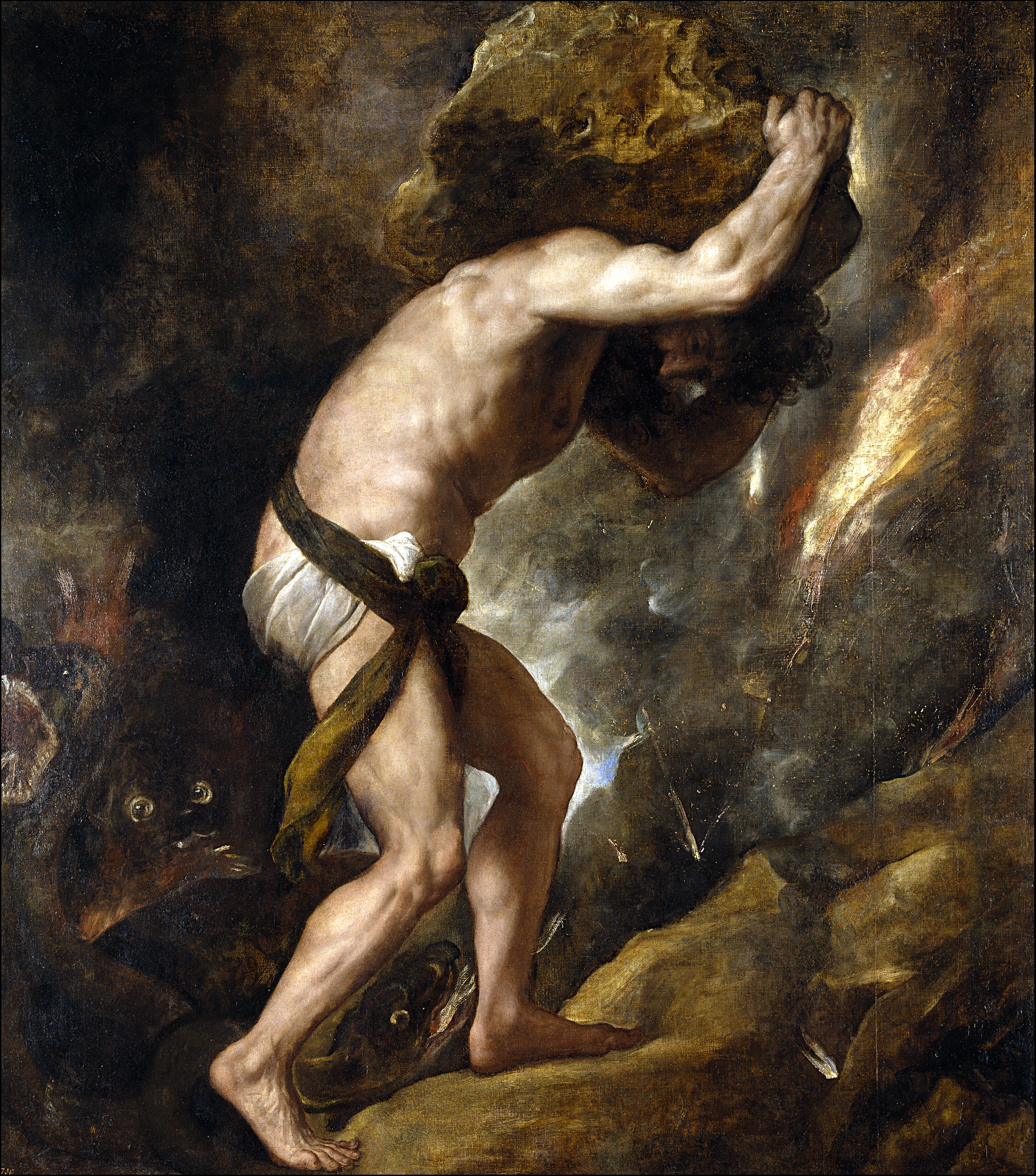
神話画連作の1つ『シシュポス』。河神アソポスへの密告と冥府の神々への詐欺行為によって罰を受けるコリントス王シシュポスを描いている。プラド美術館所蔵。

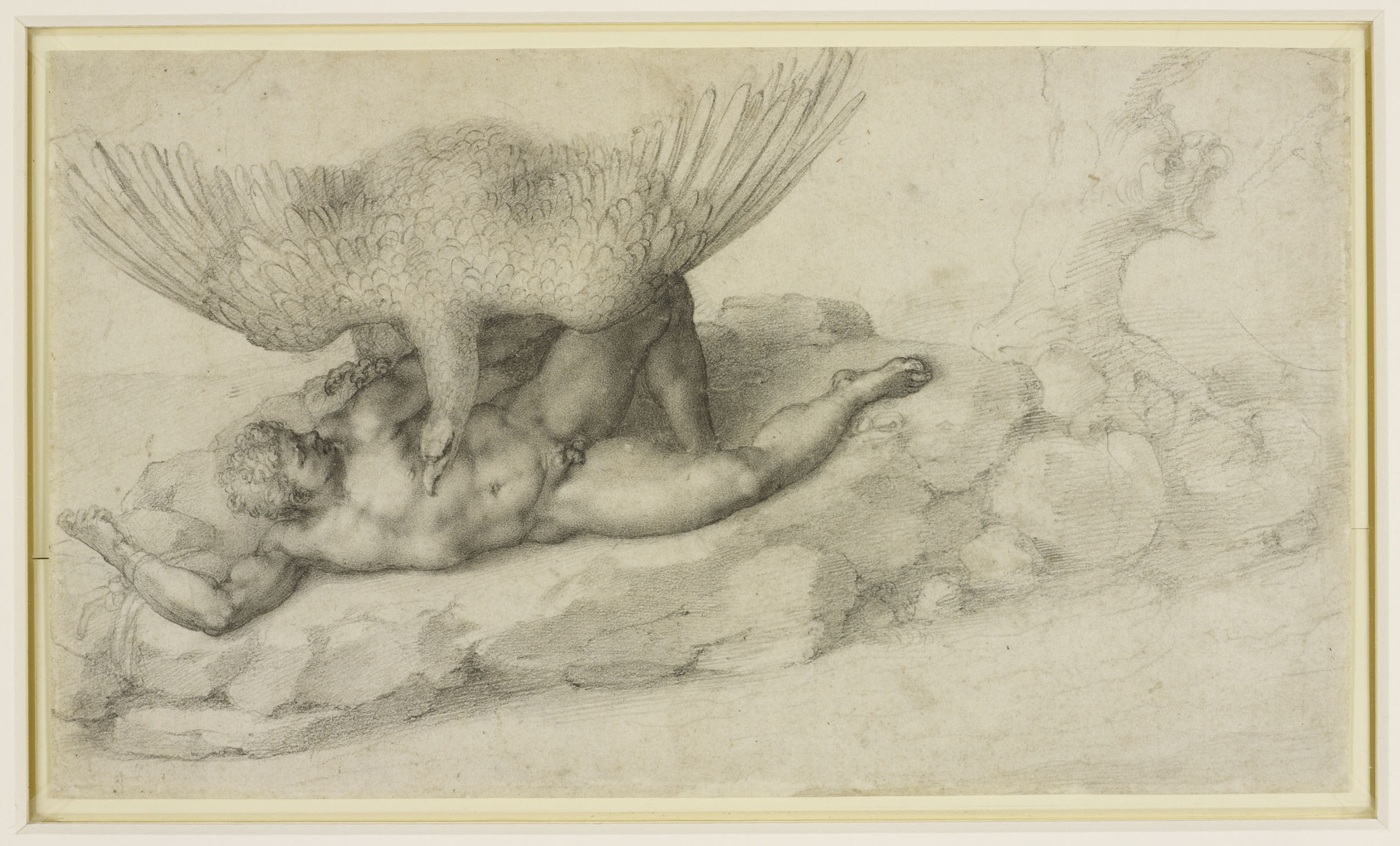
ミケランジェロの1532年の素描『ティテュオス』。ロンドン、ロイヤル・コレクション所蔵。

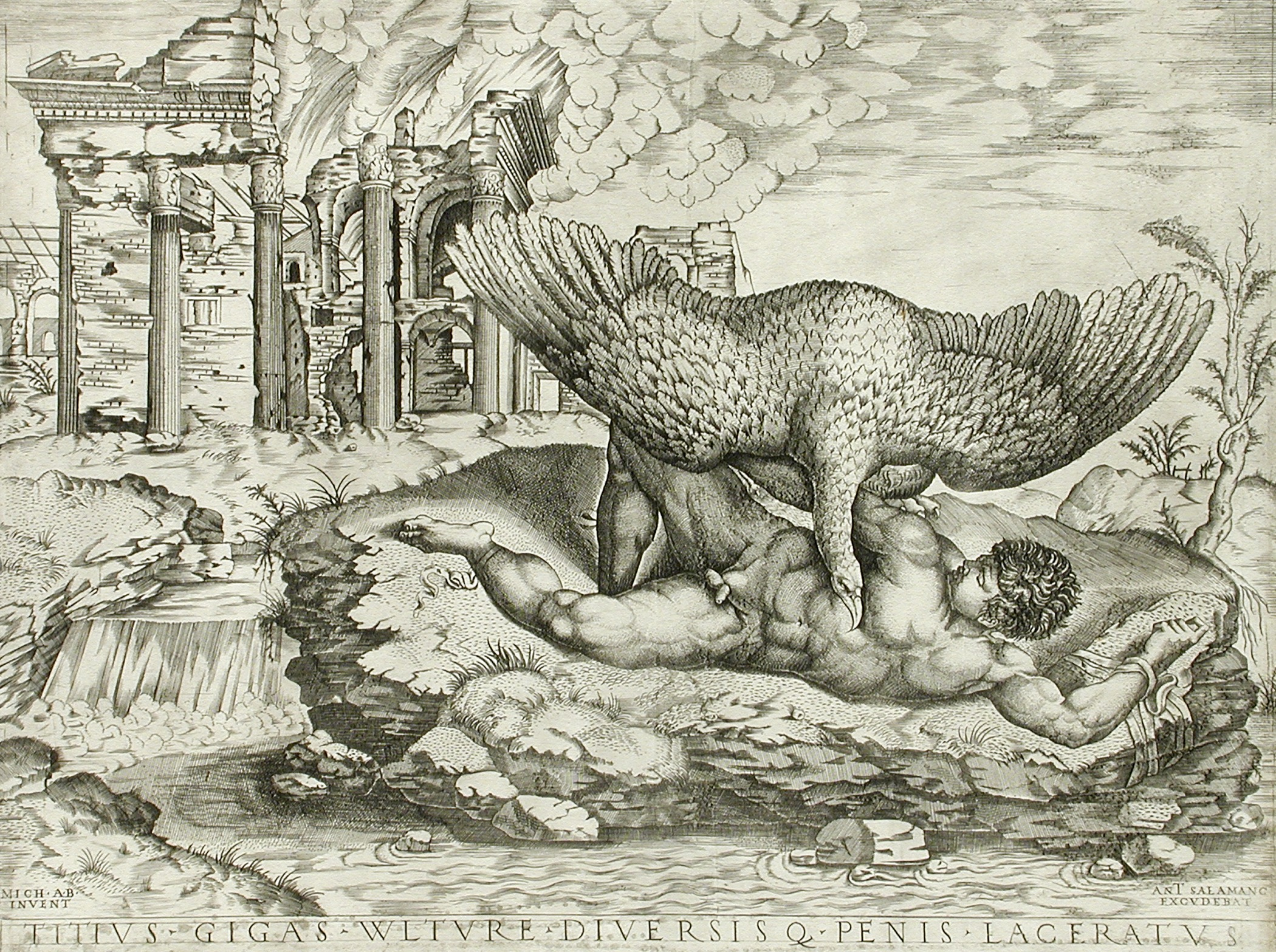
ニコラス・ベアトリゼのエングレービング『ティテュオス』。ロサンゼルス・カウンティ美術館所蔵。

『ティテュオス』（西: Ticio, 伊: Tizio, 英: Tityus）は、ルネサンス期のヴェネツィア派の巨匠ティツィアーノ・ヴェチェッリオが1565年頃に制作した絵画である。油彩。主題はギリシア神話の女神レトを略奪しようとしたために罰せられた巨人ティテュオスで、神聖ローマ皇帝カール5世の妹でハンガリーの女王マリア・フォン・エスターライヒの発注によって描かれた4点の神話画連作《地獄に堕ちた者たち》の1つである。残りの3作品は『シシュポス』（Sísifo）、『タンタロス』（Tántalo）、『イクシオン』（Ixión）で、現存作品はかつては『ティテュオス』と『シシュポス』の2作品と考えられていたが、2003年の修復で本作品はティツィアーノ自身が1560年代に制作した複製と考えられるようになった。現在はマドリードのプラド美術館に所蔵されている。

## 主題
ティテュオスは大地から生まれたとも言われる巨人である。あるときティテュオスはアポロンとアルテミスの母レトに欲情して、略奪しようとした。しかしレトはアポロンとアルテミスに助けを求めたので、ティテュオスは両神に射殺された。この不遜な行為によってティテュオスは冥府で罰を受けており、2羽の鷲が身動きできずに横たわったティテュオスの肝臓を喰らっているという。

## 制作経緯
カール5世がプロテスタントであるザクセン選帝侯ヨハン・フリードリヒに勝利したミュールベルクの戦いの翌年、ハンガリー女王マリアはバンシュ宮殿の大ホール装飾事業のためにティツィアーノに4点の神話画連作を発注した（1548年）。カルヴェテ・デ・エストレリャ（Calvete de Estrella）によると、完成した大ホールはティツィアーノの連作をはじめ、一貫して神々に挑戦した者たちの末路と終わりのない刑罰を描いた絵画やタペストリーで飾られていた。マリアの意図ははっきりしており、神々に挑戦した者たちの末路を描くことで、支配者（カール5世）に挑戦する人々（プロテスタント）の運命を暗に示そうとした。

## 作品
ティツィアーノは冥府で罰を受けるティテュオスの姿を描いている。ティテュオスの両腕と両脚は鎖で岩や木につながれ、巨大な体躯をごつごつした岩場の上に横たえている。ティテュオスの身体の上には冥府に住む巨大な鷲がとまり、その鉤爪が巨人の身体に食い込んでいる。鷲はティテュオスの腹部を切り裂き、傷口にくちばしを突き入れて、内臓をついばみ、ティテュオスは激痛で身をよじっている。ティツィアーノは短縮法を用いて苦悶する巨人を描いている。このような短縮法の使用はティツィアーノの絵画ではあまり例がない。『シシュポス』と同様に画面の右下に1匹の蛇を描くことで、ティテュオスの否定的な性格を示唆している。

### 図像的源泉
図像的な源泉としては、ミケランジェロ・ブオナローティが1532年に制作し、トンマーゾ・デイ・カヴァリエーリに贈った素描『ティテュオス』（Tityus）が挙げられる。この素描の影響力は大きく、多くの模倣者が現れた。1540年頃にはニコラス・ベアトリゼによってエングレービングが制作された。ベアトリゼはミケランジェロの曖昧な舞台設定とは対照的に、巨人を冥府に明確に配置してプレゲトン川を強調している。これは連作に登場する多くの特徴を含んでいるため、ティツィアーノはベアトリゼを通じてミケランジェロの素描を知っていたと考えられる。ただしミケランジェロの影響が明らかである反面、大きな相違点いもある。ミケランジェロはティテュオスの身体が鷲によって傷つけられる瞬間を描いているのに対し、ティツィアーノは鷲がティテュオスの肝臓をついばんでいるシーンを描いている。

### 文学的源泉
これに対して文学的源泉として、2世紀のアレクサンドリアの作家アキレウス・タティウスの『レウキッペとクリトフォン』第3巻で紹介されている古代ギリシアの画家エウアンテス（Euanthes）が描いたという絵画『プロメテウス』のエクフラシスの影響が指摘されている。ティテュオスの罰は、火を盗んだプロメテウスがコーカサスの山上で受けているとされる罰と非常によく似ている。ティツィアーノが『レウキッペとクリトフォン』に精通していたことはポエジア連作の1つ『エウロペの略奪』から窺うことができ、古代の絵画のエクフラシスに必ずしも忠実ではないが、巨人の身体に食い込む鷲のくちばしと鉤爪、痛みで身悶えする巨人のこわばった爪先や、反対方向に伸ばされた脚などの要素を引き出したと考えられている。

## 来歴

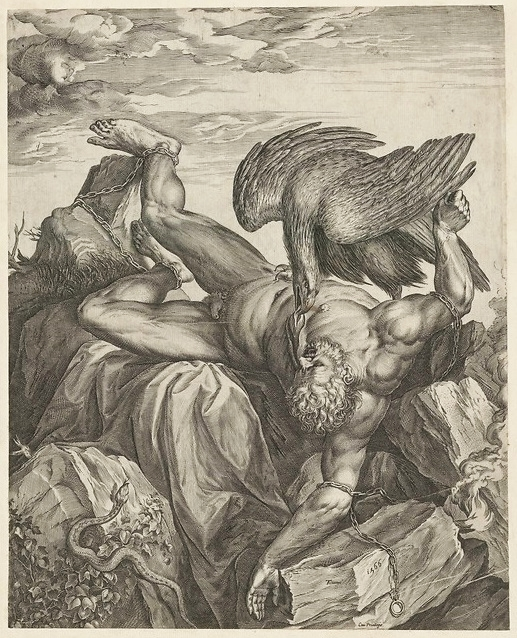
コルネリス・コルトによる1566年のティツィアーノのエングレービング。ワルシャワ国立美術館所蔵。

連作のうち『ティテュオス』、『シシュポス』、『タンタロス』の3作品は1549年に、『イクシオン』は遅れて1553年にバンシュ宮殿に送られた。バンシュ宮殿では4つの神話画はメインホールの高い位置にある窓の間の壁に掛けられた。1549年8月22日、マリアはバンシュ宮殿でカール5世とその息子であるアストゥリアス公（後のフェリペ2世）を迎えた。大々的に催された歓迎のパーティでフェリペはバンシュ宮殿に感銘を受け、スペインにアランフェス王宮、エル・パルド宮殿、ヴァルサイン王宮を建設するきっかけとなった。しかしその直後にフランスとの紛争が再燃し、1554年に帝国軍がフォランブレ城（Château of Folembray）を破壊すると、フランス軍はその報復としてバンシュ宮殿とマリエモント城（Mariemont Castle）を略奪した。そのためマリアは絵画をブラバント公爵（Dukes of Brabant）の城に移し、さらに1556年にスペインのシガレスに運んだ。その2年後の1558年にマリアは死去し、絵画はスペイン王室のコレクションに加わった。その後『タンタロス』と『イクシオン』は1734年のアルカサルの火災で焼失したと推定されている。火災後はブエン・レティーロ宮殿に移され、1747年に再建された新王宮に戻された。その後、1828年までいくつかの部屋で飾られたのち、プラド美術館に所蔵された。

## 修復
1734年の火災から生き残った『ティテュオス』と『シシュポス』は保存状態が非常に悪化していたため、イタリアの美術評論家ジョヴァンニ・バティスタ・カヴァルカゼルとイギリスの美術史家ジョゼフ・アーチャー・クロウはスペイン黄金時代の画家アロンソ・サンチェス・コエリョによる複製だと考えた。2003年、両作品が洗浄された結果、両作品間のティツィアーノの処理に違いがあることが判明した。美術史家ミゲル・ファロミール・ファウスはこの点に注目し、本作品はマリア女王の発注によって制作されたオリジナルとしたが、より自由な筆致で描かれた『ティテュオス』は1560年代にインファンタード公爵のために描かれた複製であると結論づけた。